# ヴィーク

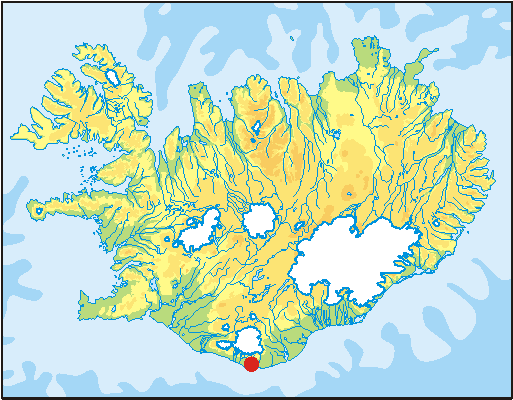
位置

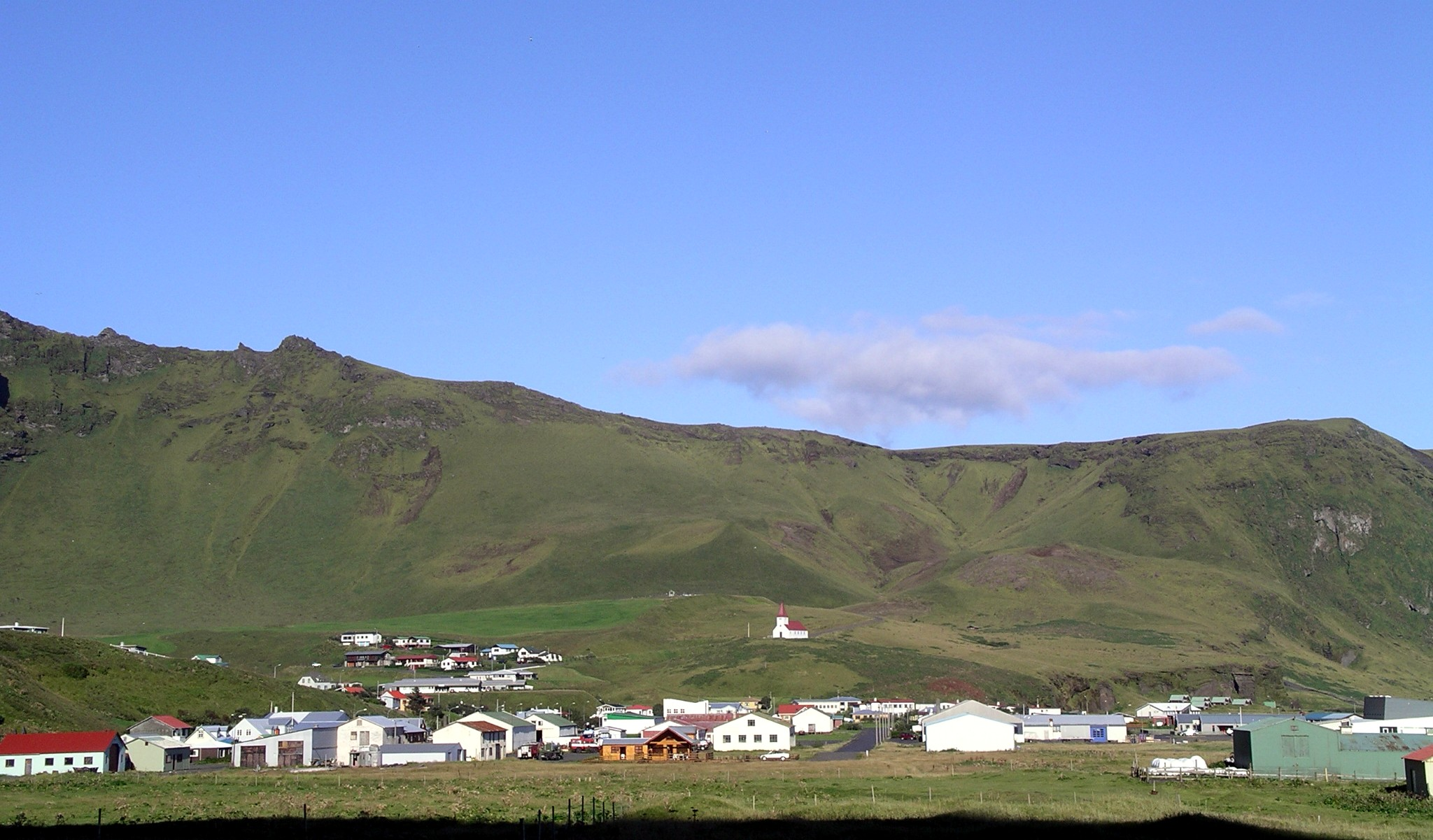
町並

ヴィーク（Vík）は、アイスランド本島の最南端にある小村。正式名称はヴィーク･イ･ミールダル（Vík í Mýrdal）。首都レイキャヴィークから国道1号線（リングロード）を東に約180km走った地点にある。
周辺には集落が少なく、南部地方の重要な拠点である。西にはセリャラントスフォスとスコゥガフォスの2つの滝があり、北にはミールダルスヨークトルが広がる。東には砂原が広がり、集落はほとんどない。東方で最も近い町ヘプンとは約200kmの距離がある。
大西洋に面する海岸には黒い砂浜が広がり、火山島特有の奇岩が多数見られることで有名である。約60km西の海上にはヴェストマン諸島が連なる。

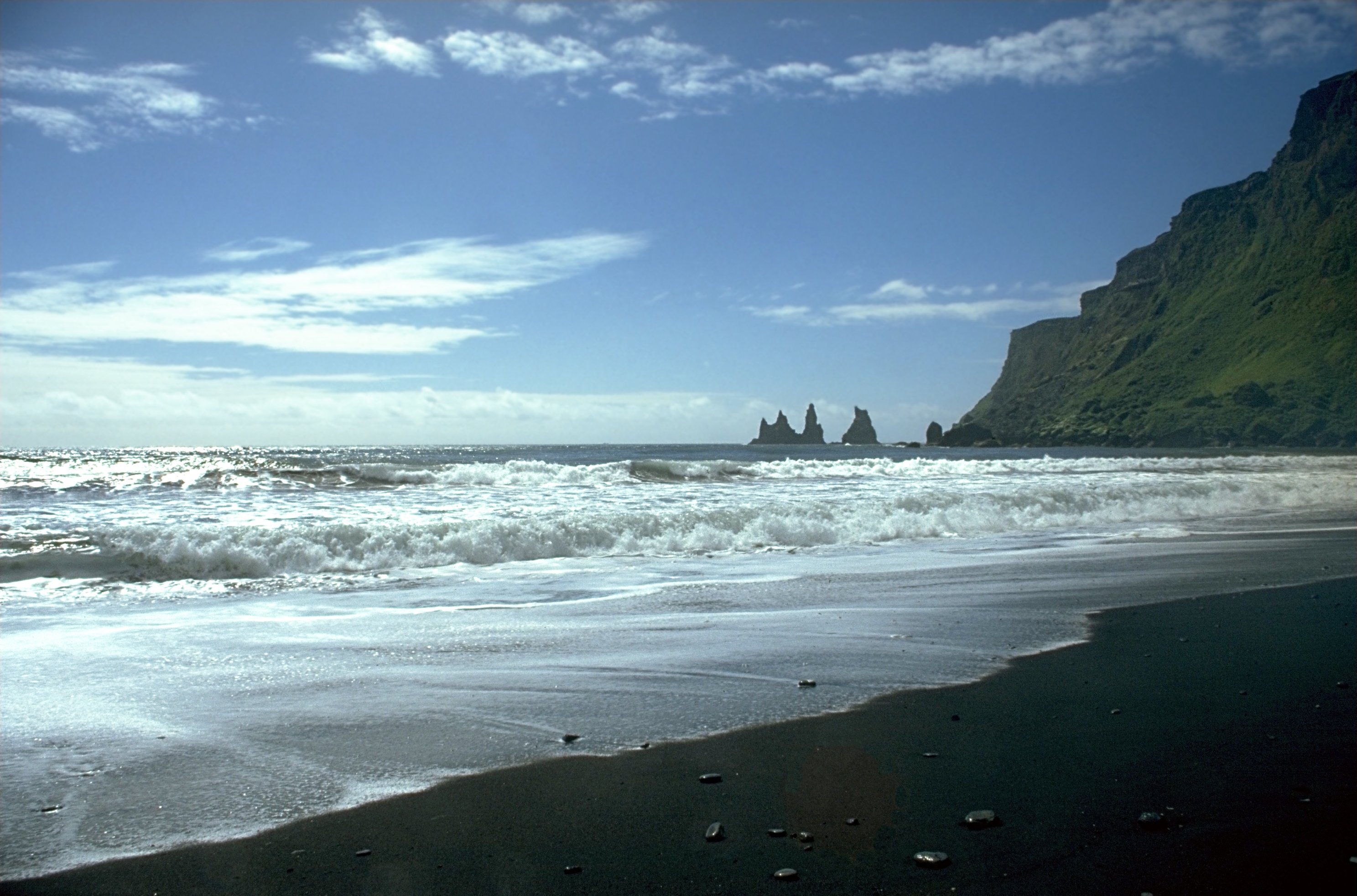
海岸